# Książeczka walutowa

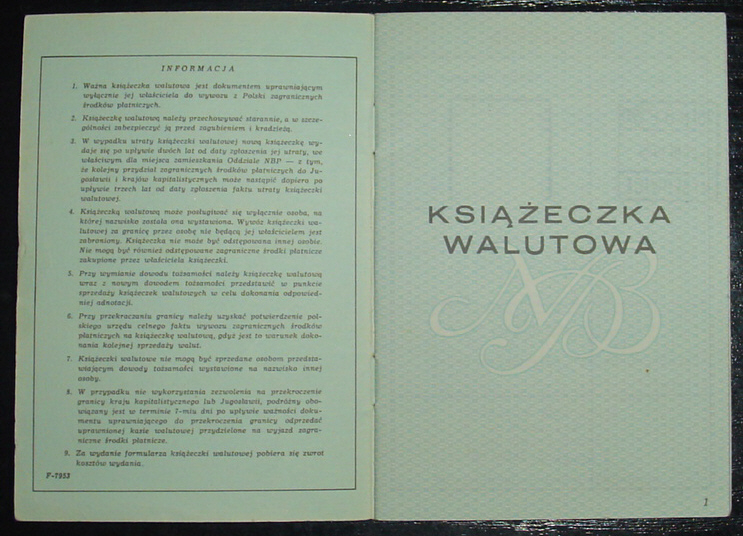
Książeczka walutowa wydana w 1979 roku - strona tytułowa

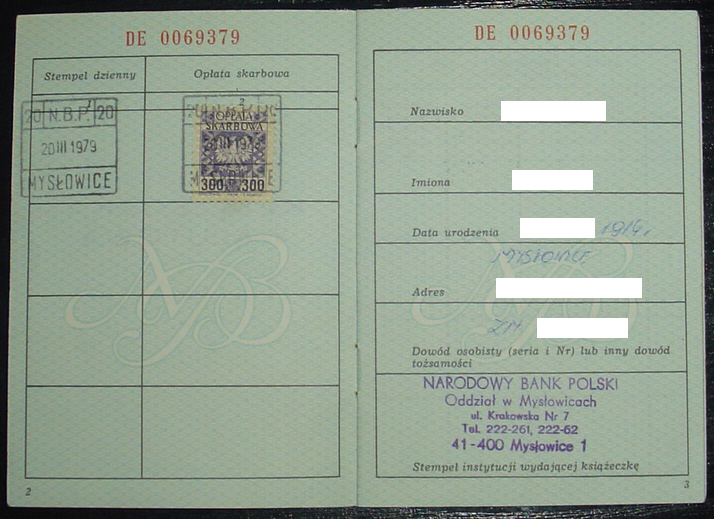
Książeczka walutowa wydana w 1979 roku - dane personalne

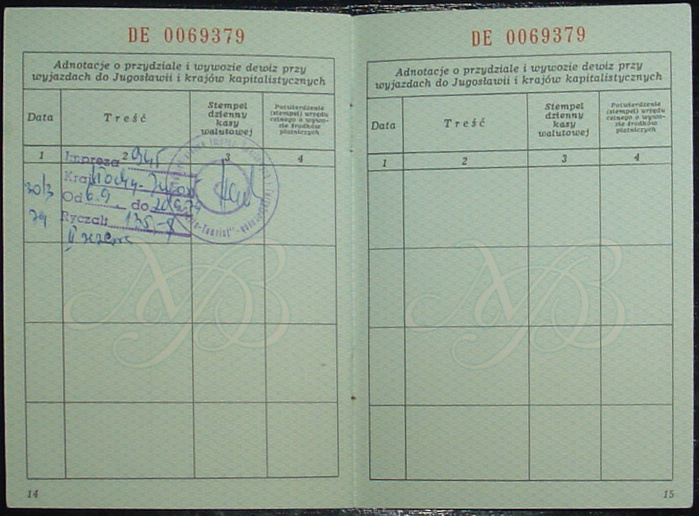
Książeczka walutowa wydana w 1979 roku

Książeczka walutowa – dokument, wydawany obywatelom PRL w latach siedemdziesiątych i osiemdziesiątych XX wieku, w którym rejestrowane były wszystkie zakupy walut zagranicznych oraz czeków podróżnych. Zakupy takie były ściśle reglamentowane i dopuszczalne jedynie wówczas, gdy obywatel otrzymał zezwolenie na wyjazd poza granice kraju.
System kontroli dystrybucji zagranicznych środków płatniczych zmieniał się przez wszystkie lata po II wojnie światowej i zasadniczo był powoli i stopniowo łagodzony. Na przykład na początku lat 70. Polakom wyjeżdżającym do krajów Europy Zachodniej wolno było wykupić równowartość tylko 10 dolarów amerykańskich niezależnie od tego, dokąd i na jak długo wyjeżdżali, w kolejnych latach limit ten podniesiono do 100, 110 i później do ok. 130 USD.
Wydanie książeczki walutowej, które trzeba było opłacić znaczkami skarbowymi, odnotowywane było w dowodzie osobistym jej posiadacza, fakt wypłacenia mu walut poświadczany był stemplem w paszporcie, a na polskiej granicy państwowej celnik potwierdzał w książeczce walutowej fakt wywozu zakupionych walut.
Zgubienie książeczki walutowej powodowało, że o nową można było się starać dopiero po dwóch latach od zgłoszenia utraty dokumentu, a o prawo zakupu walut wymienialnych na wyjazd do krajów kapitalistycznych lub Jugosławii można było się starać nie prędzej, niż po trzech latach od zgłoszenia.